# Bernard Lavilliers
Bernard Lavilliers, geboren als Bernard Ouillon, (Saint-Étienne, 7 oktober 1946) is een Franse chansonnier.

## Jeugd
Lavilliers was de zoon van een werknemer van de Société Manufacturière d'Armes (MAS) in Saint-Étienne en een lerares en toonde al zeer vroeg interesse in de muziek. Sinds zijn 4e verjaardag, waarop hij een platenspeler cadeau kreeg, luisterde hij bij voorkeur naar de songs van de Les Compagnons de la chanson en van de Peruaanse zangeres Yma Súmac.
Op 13-jarige leeftijd trad hij als leerling toe tot de MAS. In zijn vrije tijd wijdde hij zich aan de bokssport. Wegens diefstal werd hij veroordeeld tot een celstraf en na zijn vrijlating begon hij te werken, maar toonde geen interesse aan zijn werkzaamheden.
In 1963 schreef hij zich in bij de communistische partij Parti communiste français (PCF). In 1965 op 19-jarige leeftijd reisde hij naar Brazilië, keerde in het daaropvolgende jaar weer terug naar Frankrijk en werd daar wegens desertie voor een jaar opgesloten in de vesting van Metz.

## Carrière
Na zijn vrijlating trad hij op in verschillende cabarets en in de Cour des Miracles in Bordeaux als chansonnier en bracht hij in 1967 zijn eerste single uit. Zijn eerste succes begon met de Prix de la rose d'or de la chanson, waarmee hij in Montreux voor het chanson La Frime werd bekroond. Zijn eerste lp werd in 1968 geproduceerd onder het pseudoniem Lavilliers. Tijdens de studentenrevolutie in mei 1968 zong Lavilliers in de omgeving van Lyon in bezette fabrieken. In juni hield hij zich op in Bretagne als bedelaar, voordat hij meerdere gelegenheidswerkzaamheden in nachtclubs en in de horeca aanvaardde.
Tijdens de daaropvolgende jaren bracht hij meerdere albums uit (Les poètes 1972, Le Stéphanois) en juichte hij in oktober 1977 naar aanleiding van zijn eerste podium-optreden in de legendarische Parijse Music-Hall Olympia. Hij vestigde zich in Saint-Malo, waar hij een boot kocht, maar ging spoedig weer op reis maar Jamaica, New York en Brazilië. Naar Frankrijk keerde hij tijdens deze periode alleen terug voor zijn concerten.
Tijdens de jaren 1980 kwam uiteindelijk de doorbraak. Hij haalde een hoge graad van bekendheid, paste ook zijn losbandige levensstijl aan, maar bleef trouw aan zijn imago als wereldreiziger, avonturier en rebel, dat hij ook uitte in zijn chansons. Hij bekende ook het gebruik van drugs, welk thema hij verwerkte in zijn chansons, zoals Berceuse pour une shootée en Sax'Aphone.
In 1992 trad Lavilliers ter gelegenheid van het Fête de l’Humanité samen op met zijn jeugdidool Léo Ferré. Zoals ook in 1991 bij de sluiting van de staalgieterij in Uckange, trad hij ook eind 2011 op als zanger in een solidariteitsevenement voor de met sluiting bedreigde ArcelorMittal-werknemers in Florange.
Tegenwoordig is de zanger, die als sponsor fungeert voor de Bretonse vuurtoren Phare d'Eckmühl (Département Finistère), betrokken bij de altermondialistische beweging.

## Privéleven
Lavilliers eerstgeborene draagt de naam Anne-Laure (geb. 1968). Uit zijn in 1970 gesloten huwelijk met Evelyne werden de twee kinderen Virginie (geb. 1972) en Guillaume (geb. 1975) geboren, die zijn vader soms begeleid op het podium. In 1984 trouwde hij met Melle Li. Aan zijn dochter Salomé (geb. 1987), die in 1996 samen met hem optrad in het Palais des Sports, wijdde hij  een gelijknamige song.

## Onderscheidingen

### Gouden Plaat
- FRA
  - 1981: voor het album „Nuit D'amour“
  - 1982: voor het album „15ème Round“
  - 1982: voor het album „Pouvoirs“
  - 1983: voor het album „Etat D'urgence“
  - 1986: voor het album „Voleur De Feu“
  - 1991: voor het album „Solo“
  - 1995: voor het album „Master Série - Vol. 2“
  - 1995: voor het album „Bernard Lavilliers“
  - 1995: voor het album „Champs Du Possible V.2“
  - 1997: voor het album „Clair-Obscur“
  - 2001: voor het album „Arrêt Sur Image“
  - 2014: voor het album „Acoustique“
  - 2017: voor het album „5 Minutes Au Paradis“
  - 2021 : Sous un soleil énorme

- FRA
  - 1996: voor het album „Champs Du Possible V.1“
  - 1998: voor het album „Master Série - Vol. 1“
  - 2004: voor het album „Carnets De Bord“

### Platina Plaat
- FRA
  - 1982: voor het album „O Gringo“
  - 1989: voor het album „If“
  - 2008: voor het album „Samedi Soir A Beyrouth“
  - 2014: voor het album „Baron Samedi“

## Discografie
- 1968: Premiers pas…
- 1972: Les poètes
- 1974: Le Stéphanois
- 1976: Les Barbares
- 1977: 15e Round
- 1978: T'es vivant… ?
- 1979: Pouvoirs
- 1980: O gringo
- 1980: Live 80
- 1981: Nuit d'Amour

- 1983: Etat d'Urgence
- 1984: Tout est permis, rien n'est possible
- 1984: Olympia Live 84
- 1986: Voleur de feu
- 1987: Gentilshommes de fortune
- 1988: If… (record)|if…
- 1990: On the Road Again (live)
- 1991: Solo (record)|Solo
- 1994/1995: Champs du possible
- 1996: Duos Taratata

- 1997: Clair-Obscur
- 1998: Histoires
- 2000: Histoires en scène ( live )
- 2002: Arrêt sur image
- 2005: Carnets de bord
- 2006: Escale au Grand Rex ( live )
- 2008: Samedi soir à Beyrouth
- 2013: Baron Samedi
- 2014: Acoustique
- 2017: 5 minutes au paradis

- Bibsys: 6011631
- Biblioteca Nacional de España: XX995638
- Bibliothèque nationale de France: cb123561868 (data)
- Gemeinsame Normdatei: 13461108X
- International Standard Name Identifier: 0000 0003 6864 4294
- Library of Congress Control Number: n97878147
- MusicBrainz: 8bef9bae-a250-4c4e-8e5e-b2f81607db2a
- Nationale Bibliotheek van Tsjechië: xx0192888
- Nationale Bibliotheek van Israël: 987007408578805171
- Nederlandse Thesaurus van Auteursnamen: 073313386
- Réseau des bibliothèques de Suisse occidentale: 02-A003501361
- SNAC: w6dz1qwx
- Système universitaire de documentation: 032553943
- Virtual International Authority File: 73928658
- WorldCat: E39PBJxrVmhXDG8bmDghyqbTpP